# Recoubeau-Jansac
Recoubeau-Jansac è un comune francese di 248 abitanti situato nel dipartimento della Drôme della regione dell'Alvernia-Rodano-Alpi.

## Società

### Evoluzione demografica
Abitanti censiti